# Hombre de Tepexpan

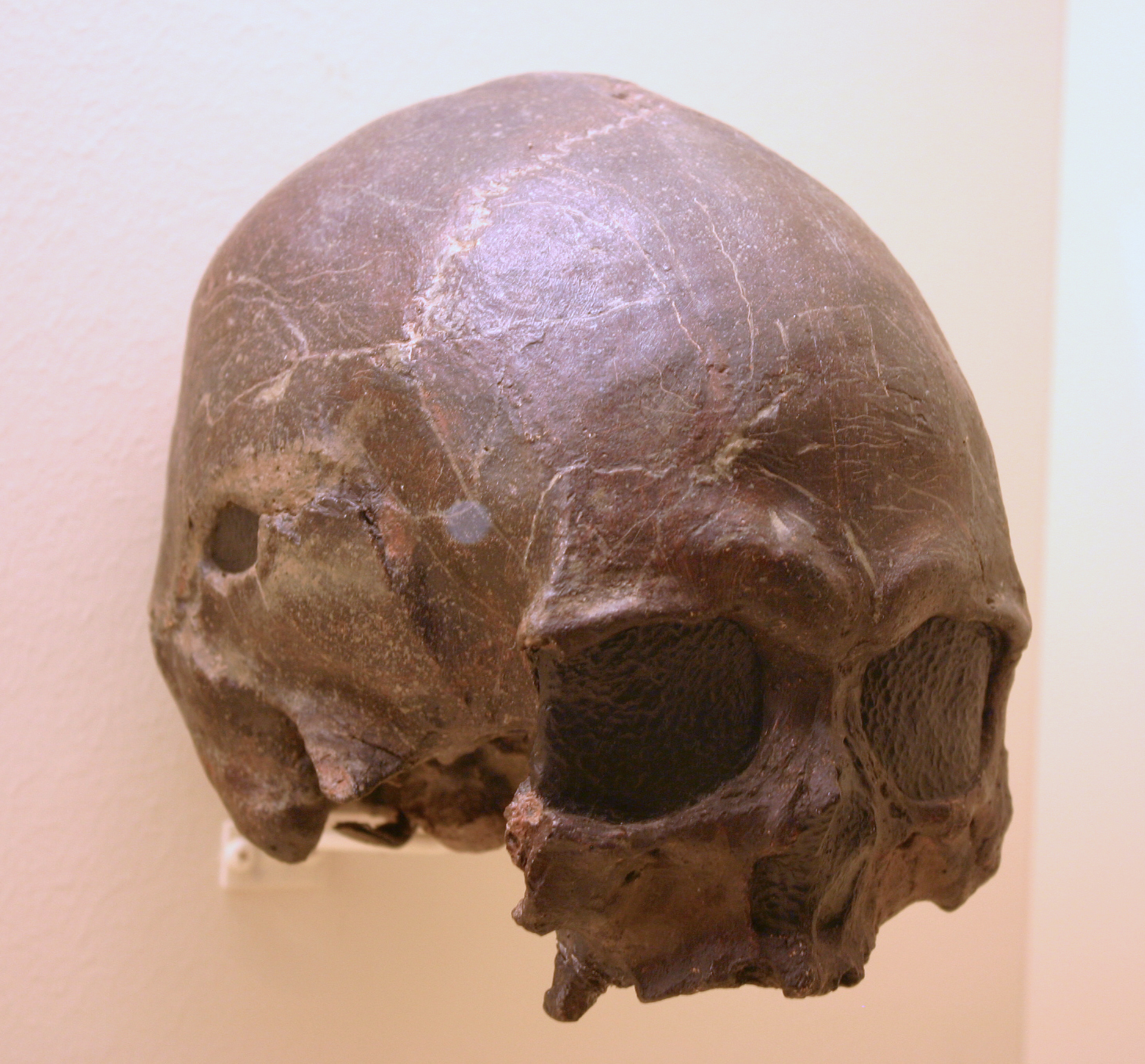
En kopia av Hombre de Tepexpan.

Museo de Tepexpan.

Hombre de Tepexpan är ett kvinnligt skelett från förcolumbiansk tid. Det upptäcktes av den tyske arkeologen Helmut de Terra i februari 1947 vid stranden vid den tidigare Texcocosjön i Tepexpan i centrala Mexiko. Skelettet påträffades i närheten av rester av mammutar och tros vara minst 10 000 år gammalt. Det har fantasifullt hyllats av tidskriften Time som den äldsta mexikanska soldaten. Skelettet hittades med ansiktet nedåt med armarna under bröstkorgen och benen uppdragna till magen. Kroppen sjönk troligen i leran som omger den och lämnade axlar, rygg och höfter synliga, vilket kan förklara varför dessa kroppsdelar saknas. Det är möjligt att kroppen ursprungligen dumpades i sjön.
Skelettet tillsammans med övriga arkeologiska artefakter från olika tidsepoker i regionen är i dag utställt på museet Museo de Tepexpan i Tepexpan i Mexico Citys storstadsområde.